# Arnau Martínez López
Arnau Martínez López   (Premià de Dalt, 25 d'abril de 2003) és un futbolista professional català que juga en la posició de defensa. Actualment juga al Girona FC de la Primera Divisió. És internacional amb la selecció catalana.

## Trajectòria
Va començar la seva carrera esportiva al planter del Girona FC. El 2020 alternava partits del Girona FC B amb partit del primer equip. El 17 de desembre de 2020 va fer el seu debut com a professional entrant com a suplent per Enric Franquesa en el minut 60 en l'eliminatòria de la Copa del Rei de futbol 2019-20 en un triomf fora de casa per 0-2 contra la Gimnàstica Segoviana. El 9 de maig de 2021 va marcar el seu primer com a professional contra la UD Logroñés en el minut 14 de la primera part; a 18 anys i 14 dies, va esdevenir així el golejador més jove de la història del club.

## Internacional
Esdevingué internacional amb la selecció catalana el maig de 2022, quan Gerard López el va convocar per disputar el partit Catalunya – Jamaica a Montilivi, en el qual va sortir a la segona part, amb gran ovació del seu públic. El 28 de maig de 2025 va disputar amb la selecció catalana el partit contra Costa Rica, en una victòria per 2 a 0 a l'Estadi Johan Cruyff.